# أبو سهل المسيحي
أبو سهل المسيحي (نحو 361 - 401 هـ / 972 - 1010 م) هو طبيب نصراني.
هو أبو سهل عيسى بن يحيى المسيحي الجرجاني، نسبة إلى جرجان. قال عنه ابن أبي أصيبعة: «رأيت بخط يده كتابه في إظهار حكمة الله تعالى في خلق الإنسان. وهو في نهاية الصحة والإتقان، والإعراب والضبط». وقال فيه الدخوار الدمشقي: «إنني لم أجد أحداً من الأطباء النصارى، المتقدمين والمتأخرين، أفصح عبارة، ولا أجود لفظاً، ولا أحسن معنى».

## آثاره
من آثاره: «إظهار حكمة الله تعالى في خلق الإنسان» و«المائة في الطب».